# Ryszard Rynkowski
Ryszard Rynkowski (Elbląg, 9 ottobre 1951) è un cantautore e pianista polacco, in attività dagli anni settanta ed annoverato tra gli interpreti più popolari del suo Paese. Ex-componente dei VOX (1979-1987), è solista dal 1987.
Da solista, ha pubblicato una decina di album, il primo dei quali è Szczęśliwej drogi, już czas del 1991.
Tra i suoi brani più famosi, figurano Dziewczyny lubią brąz, Dary losu, Masz w oczach nieba dwa, ecc.

## Biografia

### Vita privata
È sposato in seconde nozze con Edyta, dalla quale ha un figlio.

## Discografia

### Con I VOX
- VOX (1979)
- VOX 2 (1981)
- Monte Carlo Is Great (1981)
- Sing, sing, sing (1986)

### Discografia da solista

#### Album
- Szczęśliwej drogi, już czas (1991)
- Una luz en la oscuridad (1991)
- Jedzie pociąg z daleka (1995)
- Jawa (1997)
- Inny nie będę (1998)
- Dziś nadzieja rodzi się (1998)
- Za Mlodzi, Za Starzy (2000)
- Dary losu (2000)
- Intymnie (2001)
- Kolędy (2002)
- Ten typ tak ma (2003)
- Zachwyt (2009)

#### Singoli
- Wypijmy za błędy (1991)
- Szczęśliwej drogi już czas (1991)
- Zwierzenia Ryśka czyli jedzie pociąg z daleka (1995)
- Życie jest nowelą (1998)
- Za młodzi za starzy (2000)
- Urodziny (2000)
- Dary losu (2000)
- Dziewczyny lubią brąz (2001)
- Intymnie (2001)
- Ten typ tak ma (2003)
- W drodze (2004)
- Trzy siostry (2004)
- Wystarczy być (2009)
- Leżę sobie (2009)

## Onorificenze
- Medaglia dell'Ordine del Sorriso[7]